# Arthur Dendy
Arthur Dendy (1865-1925) est un zoologiste britannique. Spécialiste des Porifera, il a travaillé pour le British Museum, notamment aux côtés de Stuart Oliver Ridley.

## Espèces éponymes
- Clathria dendyi
- Geodia dendyi
- Siphonidium dendyi
- Sycute dendyi
- Tethya dendyi